# Charles II Manfredi
Pour les articles homonymes, voir Manfredi.
Charles II Manfredi ou en italien Carlo II Manfredi (1439-1484) était seigneur de Faenza au XVe siècle.

## Biographie
Né à Faenza, en Romagne, Charles II Manfredi était le fils d'Astorre II Manfredi. Il a succédé à ce dernier en 1468 comme vicaire papal dans la ville et ses environs. Carlo marié en 1471 à Varano Costanza, la fille de Rodolfo da Varano, seigneur de Camerino.
Il a quitté la seigneurie de Faenza en 1477, et mourut à Rimini en 1484.

## Sources
- (en) Cet article est partiellement ou en totalité issu de l’article de Wikipédia en anglais intitulé « Carlo II Manfredi » (voir la liste des auteurs).